# Lenguas kilombero
Las lenguas kilombero son un grupo de lenguas bantúes habladas en Tanzania, como grupo filogenético fueron identicadas por Nurse (1988). Las lenguas de este grupo, junto con su código en la clasificación de Guthrie son:
- Pogolo (G50)
- Mbunga (P10), Ndamba (G50)